# Xuân Nha
Xuân Nha là một xã thuộc huyện Vân Hồ, tỉnh Sơn La, Việt Nam.
Xã có diện tích 93,36 km², dân số năm 2007 là 3.259 người, mật độ dân số đạt 35 người/km².

## Lịch sử
Trước đây, Xuân Nha là một xã thuộc huyện Mộc Châu.
Ngày 8 tháng 1 năm 2007, Chính phủ ban hành Nghị định số 03/2007/NĐ-CP về việc:
- Thành lập xã Chiềng Xuân trên cơ sở điều chỉnh 8.695,5 ha diện tích tự nhiên và 2.367 nhân khẩu của xã Xuân Nha.
- Thành lập xã Tân Xuân trên cơ sở điều chỉnh 15.819,3 ha diện tích tự nhiên và 3.417 nhân khẩu của xã Xuân Nha.

Sau khi điều chỉnh địa giới hành chính, xã Xuân Nha còn lại 9.336,2 ha diện tích tự nhiên và 3.259 nhân khẩu.
Ngày 10 tháng 6 năm 2013, Chính phủ ban hành Nghị quyết 72/NQ-CP về việc chuyển xã Xuân Nha thuộc huyện Mộc Châu về huyện Vân Hồ mới thành lập quản lý.